# Cheirodendron platyphyllum
Cheirodendron platyphyllum là một loài thực vật có hoa trong Họ Cuồng. Loài này được (Hook. & Arn.) Seem. mô tả khoa học đầu tiên năm 1867.